# Max Theynet
Max-Robert Theynet, né à Colombier le 18 avril 1875 et mort le 20 novembre 1949, est un artiste peintre et aquarelliste suisse.

## Biographie
Après des études de peinture à Saint-Gall où il séjourne trois ans, il est à Zurich pendant quatre ans. Ensuite, il s'installe à Paris où il fréquente l'atelier de Luc-Olivier Merson. Après six années dans la capitale française, il décide de rentrer à Colombier, près de Neuchâtel, où il est actif jusqu'à la fin de sa vie. Très actif dans le milieu des artistes peintres de la région neuchâteloise, il participe à des nombreuses expositions de peinture tout au long des années 1920 à années 1940, notamment au Musée des Beaux-Arts du Locle.
Dans son atelier, il accueille Walter Mafli à qui il apprend les techniques de la peinture et qui le considère comme un maître.

## Œuvre
Son œuvre est inspirée de l'impressionnisme et du fauvisme, même si dans ses années de maturité, Max Theynet personnalise son style de façon plus marquée. Il est auteur d'un grand nombre de tableaux dont les sujets sont principalement des paysages lacustres. Des sujets floraux et des paysages du Jura font également partie de son répertoire.  